# Kesko
Kesko Abp, K-gruppen, är en finländsk detalj- och partihandelskedja. Keskos marknadsandel i Finland år 2006 var 33,5 % jämfört med den största konkurrenten S-gruppen som hade 39,9 %. När det gäller omsättningen var Kesko Finlands femte största företag under året 2018.

## Historik

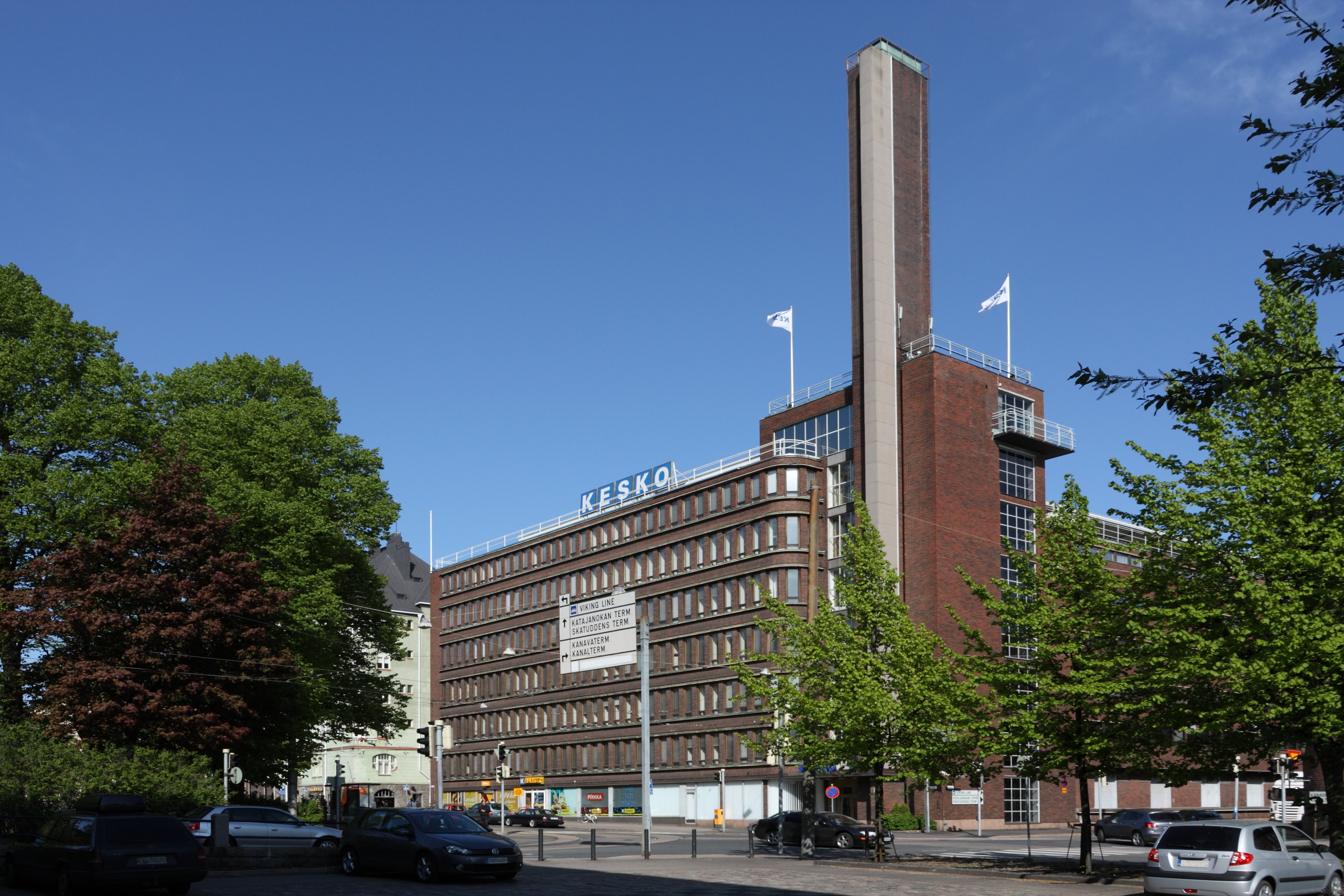
Keskos tidigare huvudkontor på Skatudden i Helsingfors

Kesko grundades år 1940 och inledde sin verksamhet år 1941. Företaget grundades genom att fyra provinsgrossister slogs samman till en rikstäckande grossist. Keskos första verkställande direktör var Kalle Lehtinen. I oktober 1971 öppnades den första K-Citymarket i Lahtis. Lojalitetsprogrammet K-Plussa startades i november 1997.
I maj 1996 anmälde Kesko förvärvet av ett annat detaljhandel- och grossistföretag Tuko, men Europeiska kommissionen inte godkände förvärvet som sådan. I april 1997 accepterade kommissionen förvärvet så att Kesko fick Anttila-varuhuskedjan, Rautia-bygghandelskedjan och Carrols-hamburgerrestaurangerna från Tuko. Kesko sålde Carrols till Hesburger i början av 2002 och Anttila till en tysk kapitalinvesterare 4K Invest under 2015. I november 2015 köpte Kesko en annan finländsk detaljhandelföretag Suomen Lähikauppa, vilket ökade antalet Keskos matbutiker betydligt.

## Ruokakesko

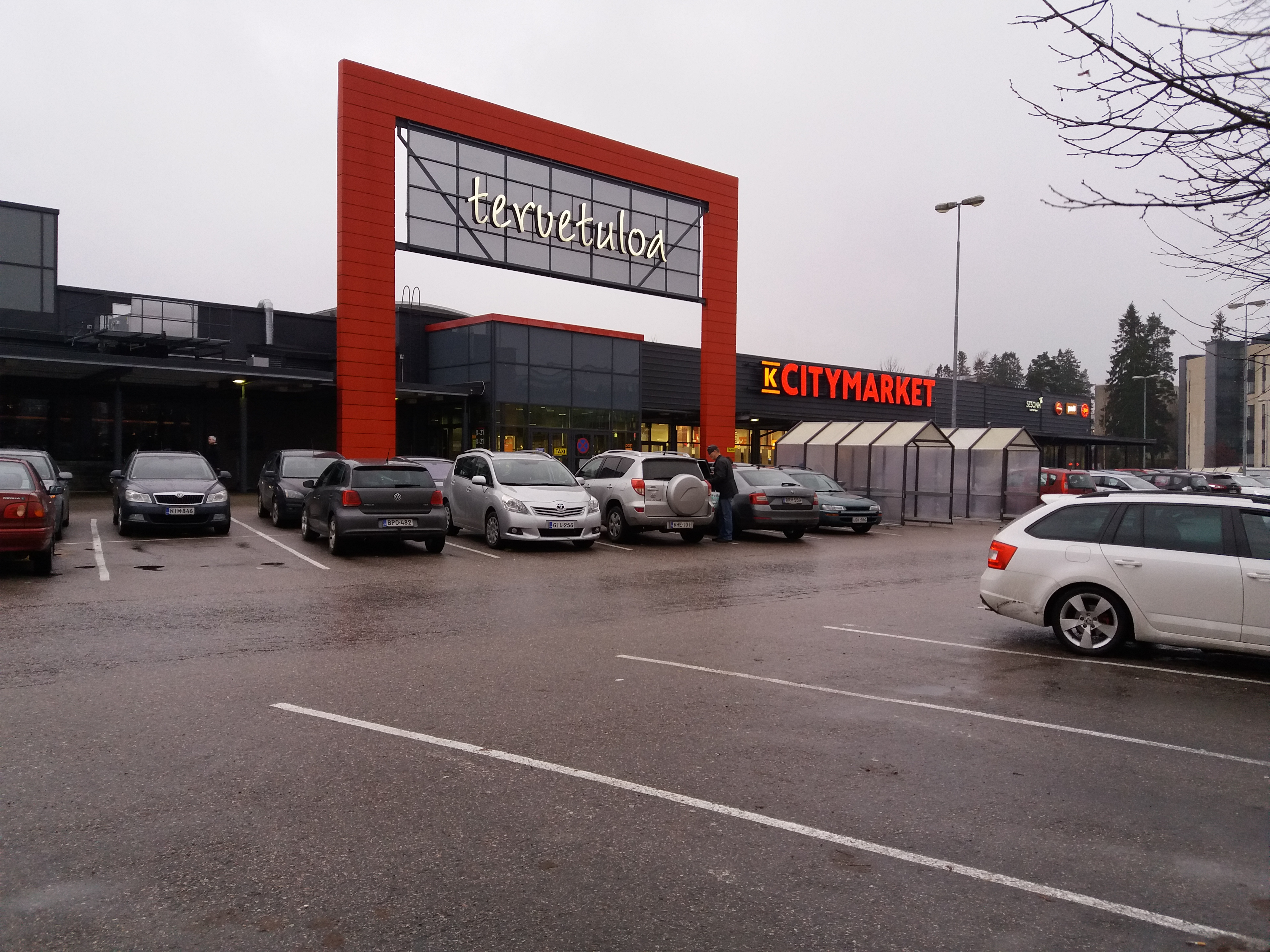
En K-Citymarket i Träskända.

Ruokakesko ("Matkesko") är Keskos bolag för dagligvaruhandel och indelas i följande kedjor:
- K-Market – små och mellanstora dagligvaruaffärer. Det finns över 800 K-Marketar överallt i Finland[11].
- K-Supermarket – en supermarketkedja med 235 butiker huvudsakligen i städer och förorter[11].
- K-Citymarket – en hypermarketkedja med butiker på över 10 000 kvadratmeter. Det finns 81 K-Citymarketar i stora och medelstora städer[11].
- Neste K – det finns 71 Neste K trafikbutiker i Finland[11].
- Kespro – en partihandelskedja.

## Järn- och specialhandel
- K-rauta i Finland och Sverige[12]
- K-Bygg i Sverige [13]
- Senukai i Estland (med varumärket K-rauta)[14], Lettland och Litauen[12]
- Byggmakker i Norge[12]
- OMA i Vitryssland[12]
- Rautakesko Yrityspalvelu [15]
- Onninen[12]
- Intersport i Finland[16], sportartiklar
  - Budget Sport
  - The Athlete's Foot
- Kookenkä (Kenkäkesko)[12]

## Bil- och maskinhandel
- K-Auto[17] säljer Volkswagen, Audi och Seat i Helsingfors och Åbo.
- Tidigare:Konekesko [16] ("Maskinkesko"), som 2019 såldes till Danish Agro Group[18]